# Cannon Fodder 2
 (décembre 2018).
Si vous disposez d'ouvrages ou d'articles de référence ou si vous connaissez des sites web de qualité traitant du thème abordé ici, merci de compléter l'article en donnant les références utiles à sa vérifiabilité et en les liant à la section « Notes et références ».
Cannon Fodder 2 est un jeu vidéo d'action et de stratégie développé par Sensible Software et édité par Virgin Interactive en 1994 sur Amiga et DOS. Il fait partie de la série Cannon Fodder
Il s'agit de la suite de Cannon Fodder. Le jeu existe en version anglaise, française, allemande et italienne. Par ailleurs, les sous-titres rigolos ont été retirés des versions traduites, alors qu'elles y étaient dans le premier épisode.
Il a pour suite Cannon Fodder 3, sorti en 2011.

## Système de jeu
Le gameplay est identique au premier opus : déplacement d'une petite troupe de soldats sur une carte vue du ciel. La petite troupe sait nager et utilise mitraillette, grenade et lance-roquette. Il est également possible d'utiliser des véhicules, tels que le bélier et le dragon mécanique au Moyen Âge, la soucoupe volante et le char alien sur la planète extra-terrestre, une jeep ou un hélico dans le désert.

## Ambiance
L'ambiance du jeu a quelque peu changé : nos soldats sont désormais des mercenaires et vont traverser les âges afin d'aider des extra-terrestres. Les environnements sont donc désormais le désert, le Moyen Âge, le vaisseau-spatial ou encore la planète extra-terrestre.

## Le jeu
Ce deuxième épisode est considéré à sa sortie comme une grosse extension, dont les 2 principaux défauts sur Amiga étaient la lenteur de chargement des missions, ainsi que la difficulté accrue et assez aléatoire.
Explication technique : le premier volet utilisait un chargeur de piste (trackloader) ainsi qu'une table de correspondance de fichiers (une liste des noms des fichiers, auxquels sont rattachés leur position et leur taille en hexadécimale sur les disquettes protégées contre la copie.)
Sur ce 2e volet, le Sensible Operating System (S.O.S file system) n'a pas été utilisé ainsi que la table, les fichiers sont cette fois décodés et lisibles sous AmigaDos, ne reste qu'une protection RNC pour lier le jeu à la disquette de boot. 
Le chargement par fichier est beaucoup plus long en système de fichier ADOS qu'avec un système de fichier custom d'où la lenteur remarquée par les testeurs des magazines à l'époque. 
À noter qu'avec le programme WHDLOAD, le jeu tourne impeccablement bien sur un Amiga 1200 doté d'un disque dur.
Cette fois-ci, la disquette de sauvegarde sur Amiga est standard, donc pas de problème pour patcher ou tricher à l'inverse du 1er opus qui lui utilisait un système de sauvegarde non-standard. Sur PC, le jeu peut être installé sur disque dur (rapidité de chargement, de sauvegarde). Les bonus et les fichiers sons sont identiques à la version Amiga.